# Циківська дубина (пам'ятка природи)
Ци́ківська дуби́на — ботанічна пам'ятка природи місцевого значення в Україні. Розташована в межах Гуменецької сільської громади Кам'янець-Подільського району Хмельницької області, на південний схід від села Цикова. 
Площа 19,3 га. Статус надано згідно з рішенням обласної ради від 1.11.1996 року № 2. Перебуває у віданні: ДП «Кам'янець-Подільський лісгосп» (Циківський розсадник, кв. 24, вид. 14). 
Статус надано для збереження частини лісового масиву з насадженнями переважно листяних порід. Зростає група вікових дубiв (150—200 років). Також ростуть рідкісні види трав'янистих рослин, занесених до Червоної книги України — булатка великоквіткова, коручка морозникоподібна та інші.
Пам'ятка природи «Циківська дубина» входить до складу національного природного парку «Подільські Товтри».